# Mémoire éternelle (chant liturgique)

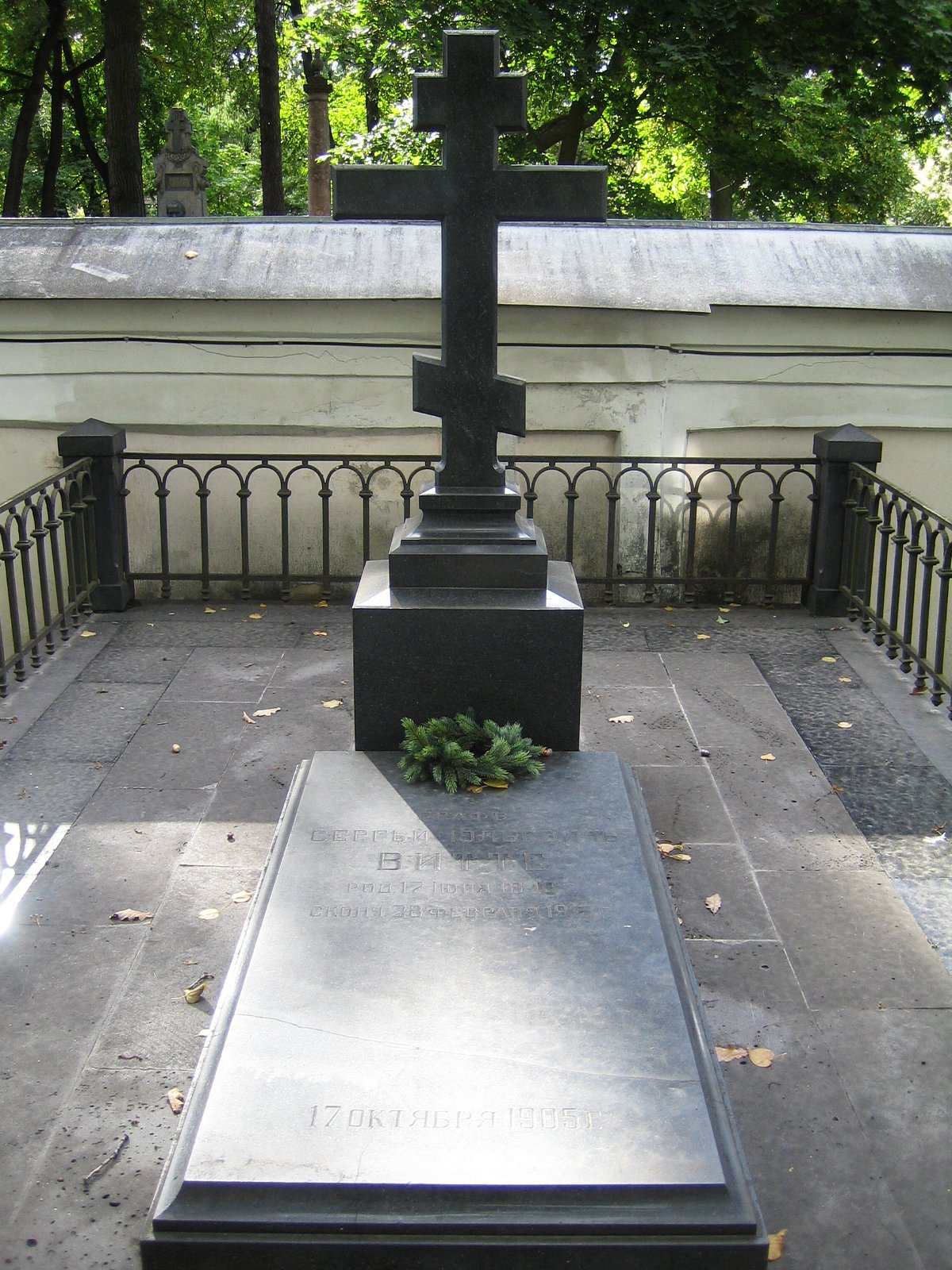
Tombe orthodoxe au cimetière de Lazarev (monastère Saint-Alexandre-Nevski à Saint-Pétersbourg.)

Mémoire éternelle (grec : Αἰωνία ἡ μνήμη / Aionía hē mnḗmē ; slavon d'Église : Вечная память, Vetchnaïa Pamiat) est l'exclamation prononcée après la panikhide (service funéraire) dans les Églises d'Orient, les Églises orthodoxes et Églises catholiques de rite byzantin. Dans le rite romain, la formule correspondante est « repos éternel ».

## Signification et liturgie
La « mémoire éternelle » mentionnée dans la prière est plutôt une requête à Dieu qu'un objurgation aux vivants : c'est une autre manière de prier pour l'entrée du défunt au Paradis et pour qu'il jouisse de la vie éternelle (de même qu'en Occident, la formule « repos éternel » est une requête à Dieu).
Ce chant est à mettre en parallèle avec le polychronion, célébré pour les fidèles vivants de l'Église, et, à l'occasion, pour les autorités nationales ou locales, même lorsqu'elles ne sont pas des fidèles des Églises de rite byzantin. Le Mémoire éternelle n'est pas célébré pour les saints canonisés : lors du processus de canonisation, Mémoire éternelle est chanté pour la dernière fois la veille de la canonisation lors d'un office solennel appelé Dernier Requiem.
Le chant Mémoire éternelle est introduit par un diacre :
Diacre : À un fidèle endormi à jamais, accorde, Ô Seigneur, le repos éternel pour (Nom), ton serviteur défunt et rend sa mémoire éternelle !
Chœur : Mémoire éternelle ! Mémoire éternelle ! Mémoire éternelle !

## Autres célébrations
- Mémoire éternelle est chanté à la fin des services du Samedi des défunts, non pas pour une personne particulière mais pour tous les fidèles disparus ;
- Dans l'Église orthodoxe russe, Mémoire éternelle est chanté le dimanche de l'Orthodoxie pour tous les monarques disparus de la Russie.

## Dans la culture populaire
- Dans la série Chernobyl, produite par HBO, le cinquième et dernier épisode s'intitule Mémoire éternelle (en version originale : Vichnaya Pamyat), faisant écho au thème de l'épisode. Le chant est d'ailleurs entendu vers la fin de l'épisode et figure dans la bande originale officielle.

### Référence
- (en) Cet article est partiellement ou en totalité issu de l’article de Wikipédia en anglais intitulé « Memory eternal » (voir la liste des auteurs).

### Articles liés
- Chant liturgique
- Panikhide
- Samedi des défunts
- Radonitsa
- Polychronion
- Requiem
- Symphonie nº 11 de Chostakovitch 3e mouvement